# Сато, Минори
Минори Сато (яп. 佐藤 穣; 2 марта 1991, Гумма, Япония) — японский футболист, полузащитник.

## Карьера
Минори Сато начал свою профессиональную карьеру в 2009 году в составе команды родного города — «Зеспакусацу Гумма», которая выступала во Втором дивизионе Джей-Лиги. Проведя в этом клубе полтора сезона, сыграв в двадцати двух матчах и не забив ни одного гола, переехал в США, где подписал контракт с «Индиана Инвейдерс». В том же году перешёл в мексиканскую «Пуэблу». В составе «Пуэблы» сыграл лишь в одном матче и вскоре покинул клуб.
В 2010 году переехал в Европу и в качестве аренды играл в латвийском «Гулбене». В составе «Гулбены» сыграл в семи матчах и забил десять голов, вскоре им заинтересовался ещё один латвийский клуб, «Вентспилс», и купил его у мексиканской команды. В составе «Вентспилса» играл полтора сезона и выиграл с клубом Кубок Латвии.
В августе 2011 года перешёл в ещё один латвийский клуб — рижский «Сконто». В составе «Сконто» выступал два сезона, сыграл в сорока матчах, забил 4 гола. Вскоре переехал в Белоруссию и подписал контракт с брестским «Динамо». В «Динамо» играл один сезон (25 матчей, два гола).
В марте 2014 года подписал двухлетний контракт с клубом из Узбекистана — ташкентским «Бунёдкором».
В августе 2019 года подписал контракт с российским клубом «СКА-Хабаровск», став первым японским футболистом в истории клуба.

## Достижения
- Победитель Латвийской Первой Лиги (2010) — в составе «Гулбене»
- Обладатель Кубка Латвии (2010/11) — в составе «Вентспилса»
- Обладатель Кубка Латвии (2011/12) — в составе «Сконто»